# 우사사이
우사사이(Ussassai)는 이탈리아 사르데냐 주 누오로도에 있는 코무네로, 칼리아리에서 북동쪽으로 약 70 킬로미터 (43 mi), 토르톨리에서 남서쪽으로 약 25 킬로미터 (16 mi) 떨어져 있다. 2004년 12월 31일 기준으로 인구는 706명이었고 면적은 47.4 제곱킬로미터 (18.3 mi2)였다.
우사사이는 가이로, 오시니, 세우이, 울라사이 코무네와 접한다.